# Orquesta Sinfónica y Coro de la Jornada Mundial de la Juventud
La Orquesta Sinfónica y Coro de la Jornada Mundial de la Juventud de Madrid 2011 es una formación músico-sinfónica creada para tocar en los Actos centrales de este encuentro de jóvenes católicos que cada dos o tres años convoca el Papa.
Está formado por 250 voluntarios (un coro de casi 170 cantantes y una orquesta de poco menos de 80 músicos), estudiantes y profesionales de diferentes puntos de España seleccionados en febrero de 2011 de entre un total de más de 700 músicos que desde entonces se ha estado reuniendo cada sábado en horario intensivo de tarde con tal de preparar el repertorio y a través de la música transmitir los grandes ideales de la fe.
Esta formación ha constituido una de las novedades de la jornada celebrada en Madrid a través de una iniciativa de Musicaparatodos.

## Historia
Tras la convocatoria en febrero de 2011 empezó con ensayos semanales. El primero de los actos en que participó la orquesta y el coro fue el acto "Quedan 100 días", en la celebración de la Eucaristía presidida por Mons. Rouco Varela en el pabellón Madrid Arena de la capital de España. Sin embargo, la presentación oficial se presentó en un concierto en el Auditorio Nacional de España el miércoles 1º de junio de 2011.
Realizó una grabación y un CD-DVD con el repertorio tocado en este concierto. Ya durante la jornada, actuó en la misa de bienvenida del Martes 16 de agosto, también presidida por el arzobispo de Madrid en la plaza de Cibeles ante medio millón de jóvenes y durante todos los actos del papa: el jueves en el acto de Bienvenida en la plaza de Alcalá y en Cibeles, el viernes en el Vía Crucis de Recoletos, el sábado en la Vigilia de Cuatro Vientos y el domingo en la solemne Eucaristía de envío. Una sección también participó en el encuentro en el Instituto San José.

## Equipo técnico
El director titular de todo este equipo musical es el músico español Borja Quintas, pianista y director madrileño formado también en Moscú. Como directora del coro está Marina Makhmoutova, mezzosoprano y profesora superior de dirección coral, que entre sus papeles destacados se encuentran Dorabella en Cosí fan tutte, Cherubino en Las bodas de Figaro, Charlotte en Wearther o Siebel en Fausto. Carlos Criado ejerce de director asistente y arreglista, y Juan Antonio Mira de concertino. Se encargaban de la coordinación artística y de producción, además del violonchelista Pedro Alfaro, socio de Musicaparatodos, Purificación de Echanove, Miriam Sánchez Hertfelder y Clara Ricart. Ejercieron de solistas y directores de cuerda prestigiosos cantantes profesionales, como la soprano Iliana Sánchez o el tenor Julián López.

## Repertorio
Entre el repertorio que maneja esta agrupación se encuentra otras de Mendelssohn, Haendel, Taneyey, Elgar, Doyle o Seco de Arpe, pero son de destacar las obras también compuestas específicamente para la JMJ de Madrid: el Himno de la Jornada "Firmes en la fe" (de César Franco-E. Vázquez) y la misa de la JMJ 2011, compuesta por un equipo de jóvenes compositores como el ruso Kuzma Bodrov o los españoles Iñigo Guerrero, Pedro Alfaro y Carlos Criado, con su Kýrie eleison, Gloria in excelsis, Alleluia, Sanctus, Agnus Dei y la pieza meditativa Iesu. También han interpretado otras obras "propias" de las jornadas mundiales, como el famoso y tan cantado Jesus Christe you are my life de Marco Frisina, entre otras.

## Perspectivas de futuro
Gracias al dinamismo de sus miembros y equipo técnico, esta agrupación aparentemente destinada a terminar, ya que su fundación estaba ligada a un acontecimiento concreto de la JMJ de Madrid, se constituyó en asociación cultural y siguió ensayando y formando musicalmente a sus miembros, al servicio de la Iglesia en España y, en concreto, en la diócesis de Madrid. Ha realizado conciertos en el Teatro de la Zarzuela o en el Congreso de las Familias en mayo de 2012; también actuaron en Roma, en una audiencia ante Benedicto XVI y participaron en la Liturgia del Domingo de Ramos en la Plaza de San Pedro, entre otros actos. Desde entonces ha buscado ampliar su plantilla con nuevos instrumentistas y cantantes, con quienes realizar diversas actividades para su mejora y continua formación, como talleres corales y cursos de técnica concreta en el campo vocal.